# فورسبوكين
فورسبوكين (بالإنجليزية: Forspoken)‏ هي لعبة أكشن تقمص الأدوار، صدرت اللعبة في 24 يناير 2023، على مايكروسوفت ويندوز وبلاي ستيشن 5. وتدعم اللغة العربية للحوارات والنصوص.

## الإصدار
في الأصل، كان من المقرر أصدار اللعبة في 24 مايو 2022، ولكن في 7 مارس أعلنت شركة سكوير أنكس عن تأجيل اللعبة إلى 11 أكتوبر 2022.
في 6 يوليو 2022، أعلن مرة أخرى عن تأجيل اللعبة إلى 24 يناير 2023.

## روابط خارجية
- الموقع الرسمي